# Trnová (Boêmia Central)
Trnová é uma comuna checa localizada na região da Boêmia Central, distrito de Praha-západ.